# Gabriels Horn

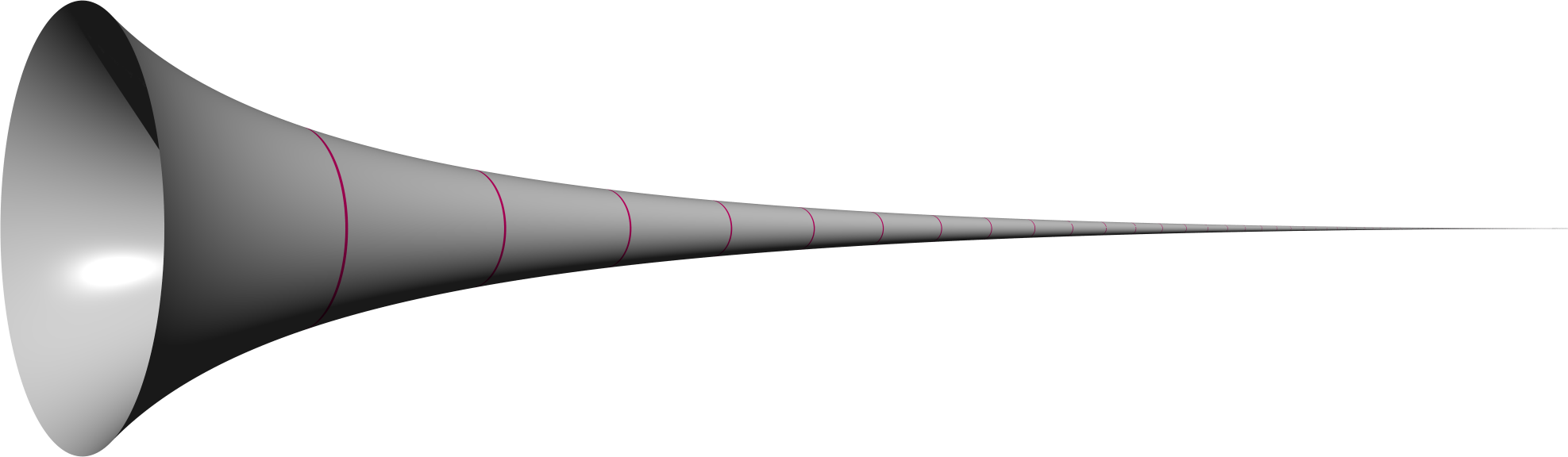
3D-Modell von Gabriels Horn

Gabriels Horn (auch Torricellis Trompete) ist ein von Evangelista Torricelli beschriebener Körper, der eine unendliche Oberfläche, aber ein endliches Volumen besitzt. Der Name leitet sich zum einen aus der einem Blasinstrument ähnelnden Form, zum anderen aus der Tradition her, den Erzengel Gabriel als den Engel anzusehen, der das Horn bläst, um das Jüngste Gericht anzukündigen, wobei dabei die Unendlichkeit mit der Göttlichkeit assoziiert wird.

## Mathematische Definition

Das linke Ende von Gabriels Horn

Plot der hyperbolischen Funktion y = 1/x

Gabriels Horn ergibt sich, wenn man den Graphen der Funktion
{\displaystyle y={\tfrac {1}{x}}} mit dem Definitionsbereich {\displaystyle x\geq 1} (um die Polstelle bei x = 0 zu vermeiden) um die x-Achse rotieren lässt. Volumen ({\displaystyle V}) und Mantelfläche ({\displaystyle A}) dieses Rotationskörpers berechnen sich auf folgende Weise:
{\displaystyle V=\pi \int _{1}^{\infty }{1 \over x^{2}}\mathrm {d} x=\pi }
{\displaystyle A=2\pi \int _{1}^{\infty }{\frac {1}{x}}{\sqrt {1+{\frac {1}{x^{4}}}}}\mathrm {d} x>2\pi \int _{1}^{\infty }{\frac {1}{x}}\ \mathrm {d} x=\infty }
Im Fall des Volumens existiert – wie bei allen Funktionen {\displaystyle \,f(x)={x}^{-n}} mit {\displaystyle n>1} – das uneigentliche Integral von 1 bis {\displaystyle \infty }, das heißt, es konvergiert gegen einen endlichen Wert, denn es ist
{\displaystyle \int _{1}^{\infty }x^{-n}\mathrm {d} x=\left[{\frac {1}{1-n}}x^{1-n}\right]_{1}^{\infty }={\frac {1}{n-1}}.}
Um die Größe der Mantelfläche abschätzen zu können, muss die Funktion {\displaystyle f(x)={\tfrac {1}{x}}} integriert werden. Eine Stammfunktion ist der natürliche Logarithmus und das Integral über den Bereich von 1 bis zu einem festen {\displaystyle a} ist:
{\displaystyle \int _{1}^{a}{\frac {1}{x}}\mathrm {d} x=\left[\ln x\right]_{1}^{a}=\ln a.}
Da der natürliche Logarithmus unbeschränkt ist, gibt es keinen endlichen Grenzwert dieses Integrals für {\displaystyle a\to \infty }, so dass die Mantelfläche des Körpers unendlich groß ist.

## Farbmenge bei Füllung und Bedeckung mit Farbe
Da Gabriels Horn ein endliches Volumen besitzt, kann man es mit einer endlichen Menge Farbe füllen. Für das Bedecken einer unendlich großen Fläche benötigt man jedoch eine unendlich große Menge Farbe. Wenn man die Innenseite des Horns betrachtet, scheint für deren Bedeckung einerseits – wegen der unendlich großen Fläche – unendlich viel Farbe erforderlich zu sein. Andererseits ist die Innenseite bei der Füllung des Horns, für die nur ein endliches Volumen benötigt wird, vollständig bedeckt.
Dieser Widerspruch wird auch als Maler-Paradoxon bezeichnet. Bei diesem scheinbaren Paradoxon ist nicht berücksichtigt, dass bei einer realen Bedeckung mit Farbe die Farbschicht eine bestimmte Dicke hat. Wenn diese endlich große Dicke größer als der Radius des Horns wird, wird von der Farbe der gesamte Querschnitt des Horns ausgefüllt. Dann wird die benötigte Farbmenge nicht mehr durch die Oberfläche, sondern durch das Volumen bestimmt. Die benötigte Farbmenge kann also nicht bestimmt werden, indem die unendlich große Fläche mit einer endlich großen Dicke der Farbschicht multipliziert wird. Geht man dagegen von einer unendlichen dünnen Farbschicht ohne Volumeneigenschaft aus, kann man deren nicht existierendes Volumen auch nicht mit dem Volumen des Körpers vergleichen.